# フジプレアム
フジプレアム株式会社（Fujipream Corporation）は、兵庫県姫路市飾西に本社を置くPDP用光学フィルターなどの製品を製造している化学品製造企業である。

## 会社概要
光学機能性フィルムの主要メーカー。元々は包装材としてのフィルムが殆どだったが、1991年には光学機能性フィルム加工に参入、独自の精密貼合技術で高い技術力を持つ企業として知られる。
2000年から太陽電池の製造に本格参入、自由度の高いモジュール用太陽電池を開発するなど、業界では高い技術力を持つ。
国内唯一の放射光施設、SPring-8を擁することで知られる播磨科学公園都市の高度産業科学技術研究所（ニュースバル）に研究所を持ち、現在はナノテクノロジーを利用した新規事業を模索中である。

## 沿革
- 1982年 - 株式会社 不二を設立。
- 1991年 - 現社名に変更。
- 2004年 - ジャスダックに上場。